# Rilhac-Lastours
Rilhac-Lastours, auf Okzitanisch „Rilhac las Tors“, ist eine Gemeinde in Frankreich. Sie gehört zur Region Nouvelle-Aquitaine, zum Département Haute-Vienne und zum Arrondissement Limoges. Die Gemeinde liegt im durch ein Dekret vom 24. August 2011 gebildeten Regionalen Naturpark Périgord-Limousin. Sie wurde 2015 zum Kanton Saint-Yrieix-la-Perche geschlagen. Die Nachbargemeinden sind Les Cars im Nordwesten, Flavignac im Norden, Nexon im Nordosten, Saint-Hilaire-les-Places im Osten und Bussière-Galant im Südwesten.

## Geschichte
Die Ortschaft hieß während der Französischen Revolution „Rilhac-Chaumière“.

### Bevölkerungsentwicklung
| Jahr      | 1962 | 1968 | 1975 | 1982 | 1990 | 1999 | 2007 | 2013 |
| --------- | ---- | ---- | ---- | ---- | ---- | ---- | ---- | ---- |
| Einwohner | 497  | 416  | 356  | 321  | 302  | 313  | 338  | 375  |

## Sehenswürdigkeiten
- Burgruine von Lastours, Monument historique
- Kirche Saint-Pierre-ès-Liens, Monument historique

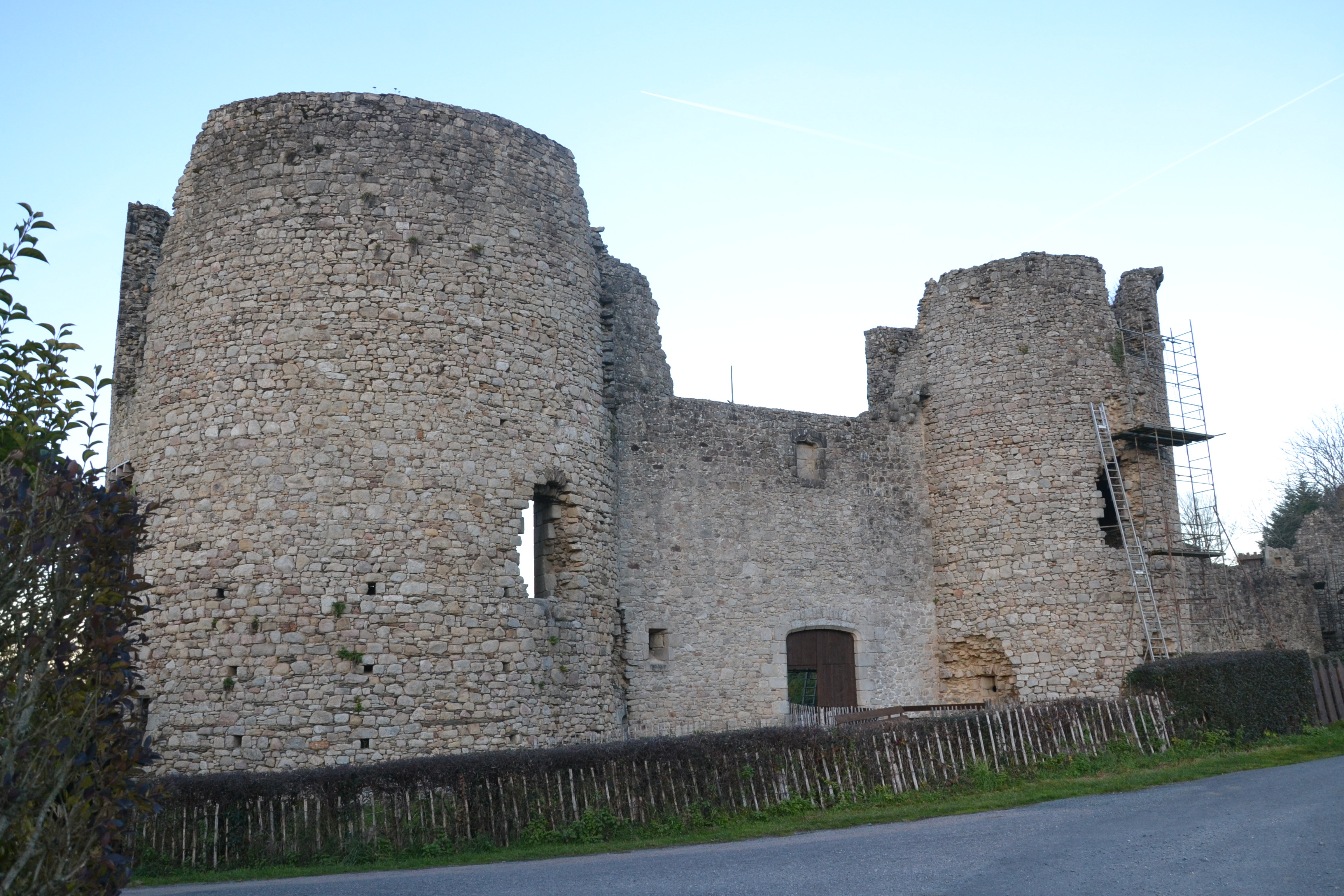
Burgruine von Lastours
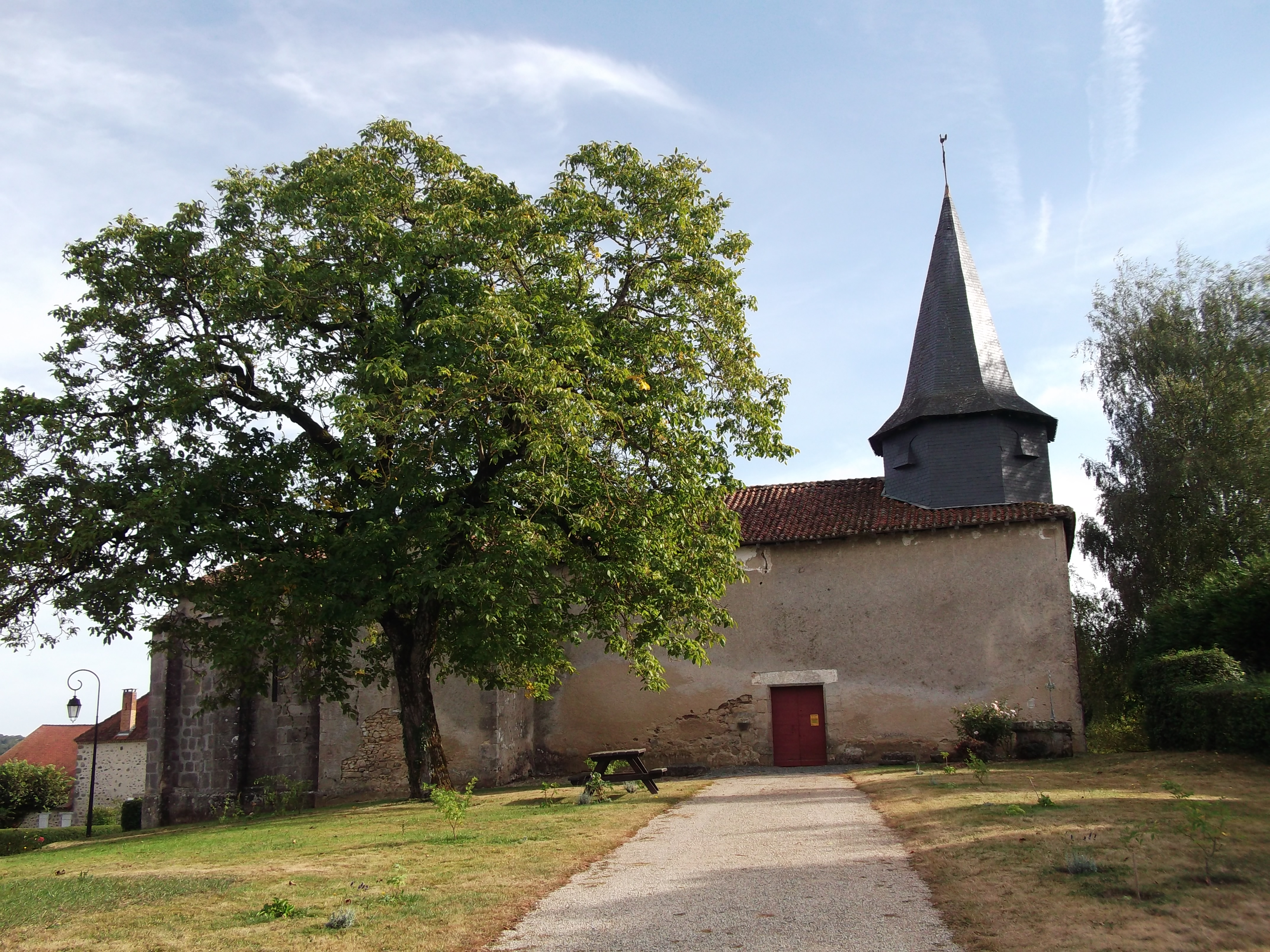
Kirche Saint-Pierre-ès-Liens